# 菏泽牡丹机场
菏泽牡丹机场，位于山东省菏泽市定陶区孟海镇西北，是民用机场。

## 简介
2017年11月1日，菏泽机场工程获山东省发展和改革委员会鲁发改能审〔2017〕15号批复。
2017年12月12日，菏泽民用机场工程可行性研究报告评估会在北京举行，项目通过了专家组评估，这标志着该项目基本具备开工条件。中共菏泽市委常委、常务副市长闫剑波及有关单位代表与会。
2018年1月24日，中国民用航空局以民航综机函〔2018〕5号复函，同意菏泽机场命名为“菏泽牡丹机场”。该复函认为，菏泽牡丹机场的命名符合《地名管理条例》以及《民用机场使用许可规定》。该名称已在中国民用航空局备案，今后的文件、图纸、资料及其他出版物等均应以该名为准，机场建成通航之前，以菏泽牡丹机场申请机场使用许可证。菏泽牡丹机场建设投资有限公司将据此设计场徽、场标、形象设计。
菏泽牡丹机场的性质属于国内中型支线机场，设计站坪机位9个，拟使用机型以A320、B737系列飞机为主，预计年旅客吞吐量90万人次，年货邮吞吐量6500吨，年飞机起降9184架次，计划2019年建成投入使用。
但是，2018年2月5日，中华人民共和国环境保护部退回了山东菏泽民用机场建设项目环境影响报告书，理由是在技术评估中发现该项目尚未获得环评批复已擅自开工建设，该项目环境违法行为未经查处，且工程建设方菏泽牡丹机场建设投资有限公司未在申请文件和环境影响报告书中如实陈述。环境保护部要求该公司深刻反省，在建设项目环境影响报告书依法获得批准前不得开工建设。同时，环境保护部还委托山东省环境保护厅、环境保护部华东督察局对此事监督检查。2018年5月22日，国家生态环境部发布《关于山东菏泽民用机场建设项目环境影响报告书的批复》（环审﹝2018﹞21号），正式批复菏泽机场环评。

## 航空公司及航点
| 航空公司 | 目的地                 |
| -------- | ---------------------- |
| 山東航空 | 青島、西安、沈阳、廈門 |
| 春秋航空 | 上海/浦东              |